# عمار بلحيمر
عمار بلحيمر مواليد 4 مايو 1955 بمدينة العوانة ولاية جيجل، سياسي، أكاديمي، صحفي، ووزير جزائري عينه رئيس الجمهورية عبد المجيد تبون بحكومة عبد العزيز جراد في منصب وزيرا للاتصال والناطق الرسمي بالحكومة الجزائرية منذ 2 يناير 2020. تمت تنحيته بتاريخ 11 نوفمبر 2021. 

## نشأته ودراسته

### نشأته
ولد عمار بلحيمر بتاريخ 4 مايو 1955 بمدينة العوانة ولاية جيجل.

### دراسته
حاصل على عدة شهادات منها:
- شهادة دكتوراه في الحقوق، جامعة رينيه ديكارت بباريس، (ديسمبر 1997).
- شهادة الدراسات المعمقة في القانون الدولي بجامعة رينيه ديكارت بباريس، (1984).
- شهادة ليسانس في القانون العام بجامعة الجزائر (1978).
- شهادة البكالوريا آداب (جوان 1973).

## المناصب التي تولاها
تقلد عدة مناصب منها:
- وزير الاتصال والناطق الرسمي باسم الحكومة بحكومة جراد (2 يناير 2020).[5]
- أستاذ للتعليم العالي، كلية الحقوق بجامعة الجزائر1، مؤهل لتأطير البحوث.
- مدير المجلة الجزائرية للعلوم القانونية والاقتصادية والسياسية.
- مدير مخبر الأبحاث «واقع الإستثمار في الجزائر»، جامعة جيجل.
- صحفي سابق في جريدة المجاهد الوطنية.

## مؤلفاته
- كتاب الديون الخارجية للجزائر، تحليل نقدي لسياسات الاقتراض والجدولة، منشورات القصبة، الجزائر 1998.